# Howgh
Howgh je přejatý slangový výraz. Vyslovuje se „hau“ nebo „haug“. V současnosti se většinou používá ve významu „dohovořil jsem“. Výraz se také objevuje v internetových diskusích, kde označuje, že pisatel už nehodlá dále diskutovat. Význam „domluvil jsem“ má výraz howgh i v románech Karla Maye, původní význam je však poněkud odlišný.
Zvuk haug! napodobuje výkřik medvěda grizzlyho. Indiáni (Lakotové ze siouxského svazu) tento výraz používali jako zdůraznění (potvrzuji, na tomto trvám). U amerických lovců (trapperů) naopak slovo Howgh! znamenalo přátelský pozdrav, který byl vždy doprovázen posunkem vztyčené pravé ruky.